# Arecacicola calami
Arecacicola calami är en svampart som beskrevs av Joanne E. Taylor, J. Fröhl. & K.D. Hyde 2001. Arecacicola calami ingår i släktet Arecacicola, klassen Sordariomycetes, divisionen sporsäcksvampar och riket svampar.  Inga underarter finns listade i Catalogue of Life.